# PKP-Baureihe Ty37
Die Lokomotiven der Reihe Ty37 der polnischen Staatsbahn PKP sind Güterzuglokomotiven mit der Achsfolge 1'E.
Konstruktive Nachfolgerin der PKP-Baureihe Ty23 war die Ty37, welche bei ähnlichen Proportionen vor allem durch den erhöhten Kesseldruck mit einer höheren Leistung aufwarten konnte. Entwickelt und gebaut wurden die Loks bei Cegielski in Posen. Eine größere Stückzahl wurde nicht gebaut, doch wurde die Ty37 für die DR zum Muster für eine zweizylindrige 1'E in der Achslastklasse zwischen 15 t und 20 t, die dann als DR-Baureihe 42 verwirklicht wurde.
Für die PKP wurden anfangs 27 Stück geliefert und in Dienst gestellt. Nach dem Überfall auf Polen wurden zunächst 18 Ty37 von der DR übernommen. Aufgrund der guten Leistungen und Erfahrungen mit diesen Lokomotiven wurde entschieden, zehn weitere nachzubestellen. Diese wurden 1940 von der DWM Posen, wie Cegielski seit dem 1. November 1939 hieß, geliefert. Zunächst wurden die ersten fünf nachgelieferten Lokomotiven als 58 2718p – 2722p nummeriert, jedoch später mit den restlichen in die Nummernreihe 58.29 eingeordnet.
Von den vom NKPS im September 1939 erfassten acht Lokomotiven dieser Baureihe gelangte während des Deutsch-Sowjetischen Krieges lediglich die ehemalige Ty37-10 in deutschen Besitz und wurde als 58 2929 als letzte Lokomotive eingeordnet. Nach dem Zweiten Weltkrieg verblieben acht Loks in der Westzone und wurden bei der DB eingereiht. 13 kamen direkt zur PKP zurück und acht wurden in der SBZ registriert. Die letztgenannten Lokomotiven mussten 1949 an die PKP zurückgegeben werden, deren Bestand dadurch wieder auf 21 Ty37 anstieg.
In Polen wurden die letzten Ty37 im Jahre 1977 ausgemustert. Die Ty37 der DB wurden schon im Jahre 1951 aufgrund einer Anweisung der Besatzer wegen des Stahlmangels während des Koreakrieges hin verschrottet. Ty37-17 (ex 58 2909, ex Ty37-16) ist als Museumslok in Jaworzyna Śląska erhalten geblieben.